# Morti il 2 giugno
| Questa pagina contiene informazioni ricavate automaticamente dalle voci biografiche con l'ausilio del template Bio e di un bot. L'aggiornamento è periodico e automatico e ricostruisce completamente la pagina. Se manca una persona in questa lista, sei pregato di non aggiungerla, ma accertati piuttosto che la sua voce biografica contenga il template Bio e che i dati anagrafici siano correttamente compilati. Se il template Bio manca, inseriscilo tu stesso o, in alternativa, metti l'avviso {{tmp\|Bio}} che ne segnala la mancanza. Se i dati riportati sono sbagliati, correggi direttamente la voce biografica; le modifiche saranno visibili in questa lista entro pochi giorni. Per chiarimenti vedi il progetto biografie. La lista contiene solo le 486 persone che sono citate nell'enciclopedia e per le quali è stato implementato correttamente il template Bio. Pagina aggiornata al 17 ago 2025. |

## IV secolo(1)
- 304 - Eugenio di Trebisonda, santo romano

## VII secolo(1)
- 657 - Papa Eugenio I, papa, vescovo e santo italiano

## IX secolo(1)
- 891 - Al-Muwaffaq

## X secolo(2)
- 958 - Oda di Canterbury, arcivescovo britannico
- 986 - Abdisho I bar Aqre, vescovo cristiano orientale siro

## XI secolo(3)
- 1070 - Guido d'Acqui, vescovo cattolico e santo italiano
- 1094 - Nicola Pellegrino, santo bizantino (n. 1075)
- 1098 - Yaghisiyan, condottiero turco

## XII secolo(2)
- 1106 - Lotario Udo III della marca del Nord, nobile tedesco (n. 1070)
- 1128 - Pier Leoni, politico italiano

## XIII secolo(4)
- 1223 - Mstislav III di Kiev, principe
- 1258 - Edmondo de Lacy, nobile inglese (n. 1230)
- 1258 - Pietro del Portogallo, conte di Urgell, conte (n. 1187)
- 1280 - Iolanda di Borgogna-Nevers, nobile francese (n. 1247)

## XIV secolo(4)
- 1343 - Andrea Ghilini, cardinale e vescovo cattolico italiano
- 1364 - Elisabetta di Lituania, duchessa lituana
- 1364 - Venceslao I di Legnica, nobile polacco (n. 1318)
- 1380 - Rinaldo da Monteverde, condottiero italiano

## XV secolo(5)
- 1418 - Caterina di Lancaster, sovrana spagnola (n. 1373)
- 1424 - Giannetto d'Acquasparta, condottiero italiano
- 1438 - Riccardo di Dreux, nobile francese
- 1444 - Alessandro di Masovia, patriarca cattolico polacco (n. 1400)
- 1453 - Álvaro de Luna, politico spagnolo

## XVI secolo(12)
- 1503 - Chiara Gonzaga, nobile (n. 1464)
- 1519 - Filippo di Lussemburgo, cardinale e vescovo cattolico francese (n. 1445)
- 1536 - Giovanni Stewart, generale scozzese (n. 1481)
- 1556 - Francesco Venier, politico italiano (n. 1489)
- 1562 - Tamás Nádasdy, militare ungherese (n. 1498)
- 1572 - Thomas Howard, IV duca di Norfolk, nobile inglese (n. 1536)
- 1581 - James Douglas, IV conte di Morton, conte scozzese
- 1586 - Enrico d'Angoulême, duca francese (n. 1551)
- 1588 - Sperone Speroni, scrittore e filosofo italiano (n. 1500)
- 1597 - Diederik Sonoy, patriota e militare olandese (n. 1529)
- 1598 - Scipione Lancellotti, cardinale italiano (n. 1527)
- 1599 - Filippo V di Hanau-Lichtenberg, tedesco (n. 1541)

## XVII secolo(18)
- 1607 - Yūki Hideyasu, militare giapponese (n. 1574)
- 1608 - Bakhtunnissa Begum, principessa indiana (n. 1547)
- 1615 - Gotō Mototsugu, militare giapponese (n. 1565)
- 1621 - Dorotea di Lorena, duchessa francese (n. 1545)
- 1623 - Alessandro Damasceni Peretti, cardinale italiano (n. 1571)
- 1625 - Mōri Terumoto, militare giapponese (n. 1553)
- 1632 - Ernesto Casimiro di Nassau-Dietz, conte (n. 1573)
- 1647 - Cristiano di Danimarca, principe danese (n. 1603)
- 1660 - Francesco Maffei, pittore italiano
- 1664 - Enrico II di Guisa, arcivescovo francese (n. 1614)
- 1669 - Francesco Gottifredi, numismatico italiano
- 1671 - Sofia Eleonora di Sassonia (n. 1609)
- 1675 - James Drummond, III conte di Perth, nobile scozzese (n. 1615)
- 1682 - Francis Gage, presbitero britannico (n. 1621)
- 1692 - Eugenio Gamurrini, monaco cristiano, teologo e letterato italiano (n. 1620)
- 1694 - Gaspar Téllez-Girón y Sandoval, generale e politico spagnolo (n. 1625)
- 1696 - William Herbert, I marchese di Powis, nobile e politico britannico (n. 1626)
- 1699 - Enrico Federico di Hohenlohe-Langenburg, conte tedesco (n. 1625)

## XVIII secolo(17)
- 1701 - Madeleine de Scudéry, scrittrice francese (n. 1607)
- 1712 - Giovanni Francesco Bagnoli, pittore italiano (n. 1678)
- 1719 - Charles Le Goux de la Berchère, arcivescovo cattolico francese (n. 1647)
- 1738 - James FitzJames, II duca di Berwick, nobile, militare e ambasciatore spagnolo (n. 1696)
- 1740 - Leandro di Porcia, cardinale e vescovo cattolico italiano (n. 1673)
- 1742 - Giuseppe Appiani, cantante castrato italiano (n. 1712)
- 1750 - Valentin Rathgeber, monaco cristiano, compositore e organista tedesco (n. 1682)
- 1758 - Francesco Gonzaga, nobile italiano (n. 1684)
- 1761 - Jonas Alströmer, imprenditore svedese (n. 1685)
- 1764 - Giovanni Giacinto Sbaraglia, francescano e storico italiano (n. 1687)
- 1767 - Mademoiselle Gaussin, attrice teatrale francese (n. 1711)
- 1783 - Giuseppe Venceslao di Fürstenberg, principe (n. 1728)
- 1785 - Jean-Paul de Gua de Malves, abate, matematico e economista francese (n. 1713)
- 1785 - Gottfried August Homilius, compositore e direttore di coro tedesco (n. 1714)
- 1788 - Giovanni Battista Lampugnani, compositore e clavicembalista italiano
- 1791 - Pierre Victor de Besenval de Brünstatt, generale francese (n. 1721)
- 1794 - Adolfo Federico IV di Meclemburgo-Strelitz, nobile (n. 1738)

## XIX secolo(50)
- 1805 - Maria Teresa di Savoia, principessa (n. 1756)
- 1812 - Jan Willem de Winter, ammiraglio olandese (n. 1761)
- 1817 - Clotilde Tambroni, filologa, linguista e poetessa italiana (n. 1758)
- 1820 - Francesca Forleo-Brayda, pittrice italiana (n. 1779)
- 1833 - Anne Jean Marie René Savary, generale e poliziotto francese (n. 1774)
- 1834 - Viktor Pavlovič Kočubej, diplomatico russo (n. 1768)
- 1835 - François Étienne Kellermann, generale francese (n. 1770)
- 1836 - Frederik Wilhelm Stabell, politico e generale norvegese (n. 1763)
- 1839 - Wijnand Nuyen, pittore e incisore olandese (n. 1813)
- 1841 - Ambroise-Polycarpe de La Rochefoucauld, politico e nobile francese (n. 1765)
- 1842 - Anton Mayer von Heldenfeld, generale austriaco (n. 1764)
- 1844 - Adolphe Marbot, generale francese (n. 1781)
- 1845 - Friedrich August Benjamin Puchelt, patologo tedesco (n. 1784)
- 1849 - Pakubuwono VI, sovrano indonesiano (n. 1807)
- 1853 - Lucas Alamán, politico e storico messicano (n. 1792)
- 1855 - Thomas Gaisford, filologo classico e grecista britannico (n. 1779)
- 1857 - Vincenzio Nannucci, filologo e letterato italiano (n. 1787)
- 1861 - Antoni Iliński, politico e militare polacco (n. 1814)
- 1861 - Saladino Saladini Pilastri, politico italiano (n. 1800)
- 1862 - Aleksej Fëdorovič Orlov, politico e generale russo (n. 1786)
- 1865 - Karl Georg von Raumer, geologo, educatore e mineralogista tedesco (n. 1783)
- 1870 - Carl Alexander von Hügel, militare, diplomatico e botanico austriaco (n. 1795)
- 1872 - Nikolaj Vasil'evič Dolgorukov, nobile e diplomatico russo (n. 1789)
- 1872 - Philippe Joseph Viard, missionario e vescovo cattolico francese (n. 1809)
- 1875 - Józef Kremer, scrittore e filosofo polacco (n. 1806)
- 1875 - Mary Telfair, collezionista d'arte e filantropa statunitense (n. 1791)
- 1876 - Joseph-Pierre Pétrequin, medico francese (n. 1809)
- 1878 - Pietro Fossa, avvocato e politico italiano (n. 1823)
- 1881 - Émile Littré, lessicografo, filologo e filosofo francese (n. 1801)
- 1881 - Pierre Louis Rouillard, scultore francese (n. 1820)
- 1882 - George Conyngham, III marchese di Conyngham, nobile e ufficiale inglese (n. 1825)
- 1882 - Giuseppe Garibaldi, generale, politico e patriota italiano (n. 1807)
- 1883 - Alberto Mario, patriota, politico e giornalista italiano (n. 1825)
- 1885 - Massimiliano Maria di Thurn und Taxis, principe (n. 1862)
- 1885 - Carlo Antonio di Hohenzollern-Sigmaringen, principe (n. 1811)
- 1888 - Marcelino Sanz de Sautuola, giurista e archeologo spagnolo (n. 1831)
- 1889 - Carlo Biscaretti di Ruffia, generale e politico italiano (n. 1796)
- 1890 - Emilio Franceschi, scultore italiano (n. 1839)
- 1891 - Hensleigh Wedgwood, filologo, lessicografo e linguista britannico (n. 1803)
- 1892 - Francesco Nobile, politico italiano (n. 1824)
- 1892 - Diodato Pallieri, politico italiano (n. 1813)
- 1892 - Robert Templeton, naturalista, entomologo e disegnatore irlandese (n. 1802)
- 1893 - Josef von Ringelsheim, generale austriaco (n. 1820)
- 1896 - Teresa di Gesù Bacq, religiosa francese (n. 1826)
- 1896 - Guglielmo Castellani, ceramista italiano (n. 1836)
- 1896 - Domenico Mazzi, politico e avvocato italiano (n. 1822)
- 1896 - Gerhard Rohlfs, esploratore tedesco (n. 1831)
- 1899 - Cesare Nani, giurista italiano (n. 1848)
- 1899 - John Whitehead, esploratore e naturalista britannico (n. 1860)
- 1900 - Samory Turé, sovrano guineano

## XX secolo(223)
- 1908 - Redvers Buller, generale britannico (n. 1839)
- 1909 - Antonio Bellia Strano, avvocato e politico italiano (n. 1821)
- 1912 - Marie-Prosper-Adolphe de Bonfils, vescovo cattolico francese (n. 1841)
- 1913 - Alfred Austin, poeta e giornalista inglese (n. 1835)
- 1913 - Eleanor Caines, attrice statunitense (n. 1880)
- 1914 - Filippo Cevasco, aviatore italiano (n. 1889)
- 1915 - Olof Arborelius, pittore svedese (n. 1842)
- 1916 - Carlo Bertolazzi, commediografo e critico teatrale italiano (n. 1870)
- 1916 - Raffaele Faccioli, pittore italiano (n. 1845)
- 1916 - Antonio Trua, militare italiano (n. 1880)
- 1916 - Paul von Bruns, chirurgo tedesco (n. 1846)
- 1917 - Percy Courtman, nuotatore britannico (n. 1888)
- 1917 - Johann Veit, ginecologo tedesco (n. 1852)
- 1919 - Mansell Richard James, aviatore canadese (n. 1893)
- 1921 - Carlo Padiglione, bibliotecario, storico e araldista italiano (n. 1827)
- 1922 - Denis Horgan, pesista britannico (n. 1871)
- 1922 - Take Ionescu, politico e giornalista rumeno (n. 1858)
- 1924 - Francesco Ciceri, vescovo cattolico italiano (n. 1848)
- 1924 - Anna Palm de Rosa, pittrice svedese (n. 1859)
- 1924 - Ferdinand von Schlör, vescovo cattolico tedesco (n. 1839)
- 1926 - William Boog Leishman, medico e generale scozzese (n. 1865)
- 1927 - Hüseyin Avni Lifij, pittore turco (n. 1886)
- 1928 - Timothy Thomas Fortune, giornalista, scrittore e editore statunitense (n. 1856)
- 1928 - Otto Nordenskjöld, geologo, geografo e esploratore svedese (n. 1869)
- 1928 - Santino Taveggia, missionario e vescovo cattolico italiano (n. 1855)
- 1928 - Adela Zamudio, scrittrice, insegnante e pittrice boliviana (n. 1854)
- 1929 - Enrique Gorostieta Velarde, generale messicano (n. 1890)
- 1930 - Francesco Conteduca, marinaio italiano (n. 1844)
- 1930 - Jules Pascin, pittore bulgaro (n. 1885)
- 1930 - Achille Sclavo, medico italiano (n. 1861)
- 1931 - Joseph Farnham, sceneggiatore e montatore statunitense (n. 1884)
- 1931 - Gunnar Wennerström, pallanuotista svedese (n. 1879)
- 1932 - Vincenzo Crescini, filologo italiano (n. 1857)
- 1932 - John Walter Gregory, geologo e esploratore britannico (n. 1864)
- 1933 - George D. Baker, regista e sceneggiatore statunitense (n. 1868)
- 1933 - Frank Jarvis, velocista e triplista statunitense (n. 1878)
- 1934 - James Rolph, politico statunitense (n. 1869)
- 1935 - Karl Heider, zoologo austriaco (n. 1856)
- 1936 - Dragan Jovanović, calciatore jugoslavo (n. 1903)
- 1936 - Lajos Lázár, regista ungherese (n. 1885)
- 1937 - Salvatore Sassi, militare e aviatore italiano (n. 1910)
- 1937 - Louis Vierne, organista e compositore francese (n. 1870)
- 1938 - Luigi Spellanzon, militare italiano (n. 1913)
- 1938 - Alessandro Tonani, ciclista su strada e pistard italiano (n. 1898)
- 1940 - Platon Michajlovič Keržencev, politico, critico d'arte e diplomatico sovietico (n. 1881)
- 1940 - Ladislav Nádaši-Jégé, scrittore e critico letterario slovacco (n. 1866)
- 1940 - Luigi Taccheo, pianista e compositore italiano (n. 1849)
- 1941 - Lou Gehrig, giocatore di baseball statunitense (n. 1903)
- 1942 - Bunny Berigan, trombettista e cantante statunitense (n. 1908)
- 1943 - Marino Fasan, militare italiano (n. 1906)
- 1943 - Park Frame, regista statunitense (n. 1889)
- 1943 - Nile Kinnick, giocatore di football americano statunitense (n. 1918)
- 1944 - Achille Laugé, pittore e litografo francese (n. 1861)
- 1944 - Martin Möbus, militare e aviatore tedesco (n. 1917)
- 1944 - Zikmund Schul, compositore tedesco (n. 1916)
- 1945 - Agnes Baden-Powell, educatrice britannica (n. 1858)
- 1945 - Shin Hirayama, astronomo giapponese (n. 1867)
- 1945 - August Hirt, medico tedesco (n. 1898)
- 1945 - Stefano Ignudi, critico letterario e religioso italiano (n. 1865)
- 1945 - Tivadar Kiss, allenatore di calcio ungherese (n. 1891)
- 1946 - Élie Bourgois, ginnasta francese (n. 1881)
- 1946 - Carrie Ingalls, statunitense (n. 1870)
- 1947 - John Gretton, politico e velista britannico (n. 1867)
- 1947 - Stepan Maksimovič Petričenko, rivoluzionario russo (n. 1892)
- 1948 - Viktor Brack, criminale di guerra tedesco (n. 1904)
- 1948 - Karl Brandt, medico, generale e criminale di guerra tedesco (n. 1904)
- 1948 - Rudolf Brandt, avvocato, militare e criminale di guerra tedesco (n. 1909)
- 1948 - Karl Gebhardt, generale, medico e criminale di guerra tedesco (n. 1897)
- 1948 - Waldemar Hoven, militare e medico tedesco (n. 1903)
- 1948 - Claud Jacob, militare britannico (n. 1863)
- 1948 - Joachim Mrugowski, medico tedesco (n. 1905)
- 1948 - Hasan Salama, patriota e militare palestinese (n. 1912)
- 1948 - Wolfram Sievers, militare tedesco (n. 1905)
- 1949 - Vittorio Buratti, imprenditore, politico e filantropo italiano (n. 1888)
- 1950 - Giuseppe Crivelli, canottiere italiano (n. 1900)
- 1950 - Karl Ludwig Domenigg, alpinista e giornalista austriaco (n. 1867)
- 1951 - Émile-Auguste Chartier, filosofo, giornalista e scrittore francese (n. 1868)
- 1951 - John Erskine, romanziere, critico letterario e poeta statunitense (n. 1879)
- 1951 - Bálint Hóman, storico e politico ungherese (n. 1885)
- 1951 - Ernst Pittschau, attore tedesco (n. 1883)
- 1952 - Wilhelm Hafenscher, sollevatore austriaco (n. 1929)
- 1952 - Bohumil Mathesius, poeta, traduttore e linguista ceco (n. 1888)
- 1954 - Franz Scheu, calciatore austriaco (n. 1882)
- 1954 - Otto Schönherr, generale tedesco (n. 1888)
- 1954 - Joseph Thao Tiên, presbitero laotiano (n. 1918)
- 1954 - Antonio Toselli, politico e ingegnere italiano (n. 1884)
- 1955 - Roger Zirilli, pallanuotista e nuotatore svizzero (n. 1910)
- 1956 - Jean Hersholt, attore danese (n. 1886)
- 1956 - Etelvoldo Pascolini, generale italiano (n. 1884)
- 1956 - Harry von Meter, attore statunitense (n. 1871)
- 1957 - Gaetano Quagliariello, biochimico e politico italiano (n. 1883)
- 1958 - Giulio Facibeni, presbitero e antifascista italiano (n. 1884)
- 1959 - Lyda Borelli, attrice italiana (n. 1887)
- 1959 - Gabrielle David, pittrice francese (n. 1884)
- 1960 - Alberto Bimboni, compositore e direttore d'orchestra italiano (n. 1888)
- 1961 - Francesco De Vita, politico italiano (n. 1913)
- 1961 - George S. Kaufman, commediografo, regista teatrale e produttore teatrale statunitense (n. 1889)
- 1961 - Louis de Wohl, scrittore e astrologo ungherese (n. 1903)
- 1962 - Fran Saleški Finžgar, scrittore e presbitero sloveno (n. 1871)
- 1962 - Hertha von Hagen, attrice austriaca (n. 1876)
- 1962 - Vita Sackville-West, poetessa, scrittrice e botanica inglese (n. 1892)
- 1962 - José Sastre Perciba, calciatore spagnolo (n. 1908)
- 1962 - Johnny Summers, calciatore inglese (n. 1927)
- 1963 - Ivan Bek, calciatore jugoslavo (n. 1909)
- 1964 - Alphonse Lauwers, ciclista su strada e pistard belga (n. 1885)
- 1964 - Maximino Martínez, botanico messicano (n. 1888)
- 1965 - Nannie Doss, serial killer statunitense (n. 1905)
- 1965 - Jens Hundseid, politico norvegese (n. 1883)
- 1965 - Albert Michotte, psicologo belga (n. 1881)
- 1966 - Pompeo Biondi, giurista italiano (n. 1902)
- 1966 - Achille Mario Dogliotti, cardiochirurgo italiano (n. 1897)
- 1966 - Mechthild d'Asburgo-Teschen, nobile (n. 1891)
- 1966 - Nikolaj Vasil'evič Smirnov, matematico russo (n. 1900)
- 1967 - Maud MacCarthy, violinista, cantante e teosofa irlandese (n. 1882)
- 1967 - Benno Ohnesorg, attivista tedesco (n. 1940)
- 1968 - Edgardo Toetti, velocista italiano (n. 1910)
- 1968 - Richard Norris Williams, tennista statunitense (n. 1891)
- 1968 - Nori de' Nobili, pittrice e poeta italiana (n. 1902)
- 1969 - Christen Christensen, pattinatore artistico su ghiaccio norvegese (n. 1904)
- 1969 - Feng Zhe, attore cinese (n. 1920)
- 1969 - Leo Gorcey, attore statunitense (n. 1917)
- 1969 - Radivoj Korać, cestista jugoslavo (n. 1938)
- 1970 - Giovanni Annoni, militare italiano (n. 1911)
- 1970 - Orhan Kemal, scrittore turco (n. 1914)
- 1970 - Albert Lamorisse, regista, produttore cinematografico e scrittore francese (n. 1922)
- 1970 - Bruce McLaren, pilota automobilistico e ingegnere neozelandese (n. 1937)
- 1970 - Quadrio Pirani, ingegnere e architetto italiano (n. 1878)
- 1970 - Lucía Sánchez Saornil, anarchica e poetessa spagnola (n. 1895)
- 1971 - Charles Dekeukeleire, regista e saggista belga (n. 1905)
- 1971 - William Wadsworth Hodkinson, imprenditore statunitense (n. 1881)
- 1973 - Enrico Costanzo, calciatore italiano (n. 1921)
- 1973 - Alberto Curci, violinista e compositore italiano (n. 1886)
- 1974 - Hiroshi Kazato, pilota automobilistico giapponese (n. 1949)
- 1974 - Tom Kristensen, scrittore danese (n. 1893)
- 1975 - Giuseppe Santoro, generale e aviatore italiano (n. 1894)
- 1975 - Wenefryde Scott, X contessa di Dysart, nobildonna scozzese (n. 1889)
- 1975 - David Walsh, arbitro di pallacanestro statunitense (n. 1889)
- 1976 - Juan José Torres, generale e politico boliviano (n. 1920)
- 1976 - 'Abd al-Rahman 'Azzam, diplomatico egiziano (n. 1893)
- 1977 - Stephen Boyd, attore britannico (n. 1931)
- 1977 - Forrest Lewis, attore statunitense (n. 1899)
- 1978 - Santiago Bernabéu, calciatore, allenatore di calcio e dirigente sportivo spagnolo (n. 1895)
- 1978 - Enrico Mariani, politico italiano (n. 1900)
- 1978 - Aldo Trivella, saltatore con gli sci italiano (n. 1921)
- 1978 - Shōzō Tsugitani, calciatore giapponese (n. 1940)
- 1979 - Emil Boyson, scrittore, poeta e traduttore norvegese (n. 1897)
- 1979 - Robert Carson, attore canadese (n. 1909)
- 1979 - Jim Hutton, attore statunitense (n. 1934)
- 1979 - Sokrátis Karantinós, regista, critico teatrale e attore greco (n. 1906)
- 1979 - Alfred Lanzon, pallanuotista maltese (n. 1916)
- 1979 - Bernard Ouchard, archettaio francese (n. 1925)
- 1980 - Mario Loetti, allenatore di calcio e calciatore italiano (n. 1909)
- 1980 - Vasja Pirc, scacchista jugoslavo (n. 1907)
- 1981 - Rino Gaetano, cantautore italiano (n. 1950)
- 1982 - Fazal Ilahi Chaudhry, politico pakistano (n. 1904)
- 1982 - Herbert Quandt, imprenditore tedesco (n. 1910)
- 1983 - Raymond Fee, pugile statunitense (n. 1903)
- 1983 - Jakub Kopf, cestista polacco (n. 1915)
- 1983 - Ernest Libérati, calciatore francese (n. 1908)
- 1983 - Stan Rogers, cantautore canadese (n. 1949)
- 1983 - Julio Rosales y Ras, cardinale e arcivescovo cattolico filippino (n. 1906)
- 1984 - Pierre Birot, geografo francese (n. 1909)
- 1984 - Ernesto Bonino, calciatore italiano (n. 1899)
- 1984 - Jerusha Jhirad, ginecologa indiana (n. 1891)
- 1984 - Archip Michajlovič Ljul'ka, ingegnere aeronautico sovietico (n. 1908)
- 1984 - François de Menthon, giurista e politico francese (n. 1900)
- 1985 - Gilberto Elsa, nuotatore italiano (n. 1938)
- 1985 - Armando Renzi, compositore, pianista e direttore d'orchestra italiano (n. 1915)
- 1985 - Vladimir Voronov, attore sovietico (n. 1890)
- 1986 - Lya Lys, attrice tedesca (n. 1908)
- 1986 - Anna Nicolosi Grasso, politica italiana (n. 1913)
- 1987 - Gustavo Boldrini, pittore italiano (n. 1927)
- 1987 - Anthony de Mello, gesuita, scrittore e psicoterapeuta indiano (n. 1931)
- 1987 - Alvaro Monnini, artista italiano (n. 1922)
- 1987 - Henry Palmé, maratoneta svedese (n. 1907)
- 1987 - François Perroux, economista francese (n. 1903)
- 1988 - Jesús Fernández Santos, scrittore, regista e sceneggiatore spagnolo (n. 1926)
- 1988 - Iosif Grigulevič, agente segreto sovietico (n. 1913)
- 1988 - Raj Kapoor, attore, regista e produttore cinematografico indiano (n. 1924)
- 1988 - Annette Poivre, attrice francese (n. 1917)
- 1989 - Guido Agosti, pianista e compositore italiano (n. 1901)
- 1989 - Frederic Prokosch, scrittore e traduttore statunitense (n. 1908)
- 1989 - Anthony Teague, attore e ballerino statunitense (n. 1940)
- 1989 - Takeo Watanabe, compositore e musicista giapponese (n. 1933)
- 1990 - Vittorio Ansaldo, calciatore italiano (n. 1907)
- 1990 - Walter Davis Jr., pianista statunitense (n. 1932)
- 1990 - Rex Harrison, attore britannico (n. 1908)
- 1990 - Antonio Herin, fondista e sciatore di pattuglia militare italiano (n. 1900)
- 1990 - Igor' Vladimirovič Usov, regista sovietico (n. 1928)
- 1991 - Per Frøistad, calciatore norvegese (n. 1911)
- 1992 - Philip Dunne, regista e sceneggiatore statunitense (n. 1908)
- 1992 - Endre Győrfi, pallanuotista ungherese (n. 1920)
- 1992 - Sergio Paganella, cestista, allenatore di pallacanestro e imprenditore italiano (n. 1911)
- 1993 - Mario Comensoli, pittore svizzero (n. 1922)
- 1993 - Tahar Djaout, giornalista, scrittore e poeta algerino (n. 1954)
- 1993 - Johnny Mize, giocatore di baseball statunitense (n. 1913)
- 1993 - Juan José Rodríguez, calciatore argentino (n. 1937)
- 1994 - Ole Hegge, fondista norvegese (n. 1898)
- 1994 - Lev Rešetnikov, cestista sovietico (n. 1927)
- 1995 - Alexandre de Marenches, ufficiale, imprenditore e agente segreto francese (n. 1921)
- 1995 - Kōhei Miyauchi, doppiatore giapponese (n. 1929)
- 1995 - Ugo Stille, giornalista italiano (n. 1919)
- 1996 - Rene Bond, attrice pornografica statunitense (n. 1950)
- 1996 - Franco Fossati, giornalista, saggista e fumettista italiano (n. 1946)
- 1996 - Pilar Lorengar, soprano spagnolo (n. 1928)
- 1996 - Leon Garfield, scrittore e sceneggiatore britannico (n. 1921)
- 1996 - Temistocle Martines, costituzionalista e giurista italiano (n. 1926)
- 1996 - Amos Tversky, psicologo israeliano (n. 1937)
- 1997 - Lukas Aurednik, calciatore e allenatore di calcio austriaco (n. 1918)
- 1997 - Helen Hull Jacobs, tennista statunitense (n. 1908)
- 1997 - Carlo Manziana, vescovo cattolico italiano (n. 1902)
- 1998 - Daniel Isaac Axelrod, botanico e geologo statunitense (n. 1910)
- 1998 - Helen Carter, musicista statunitense (n. 1927)
- 1999 - Václav Benda, attivista e matematico ceco (n. 1946)
- 1999 - Massimo Chiaventi, politico italiano (n. 1951)
- 1999 - Keith Gledhill, tennista statunitense (n. 1911)
- 1999 - Xavier Gélin, attore e regista francese (n. 1946)
- 1999 - Evgenij Ivčenko, marciatore sovietico (n. 1938)
- 2000 - Paolo Barile, giurista, politico e avvocato italiano (n. 1917)
- 2000 - Svjatoslav Nikolaevič Fëdorov, medico e politico russo (n. 1927)
- 2000 - Jean Henriet, schermidore belga (n. 1932)
- 2000 - Gerald James Whitrow, matematico, cosmologo e storico della scienza britannico (n. 1912)
- 2000 - Michail Abramovič Švejcer, regista cinematografico sovietico (n. 1920)

## XXI secolo(143)
- 2001 - Joey Maxim, pugile statunitense (n. 1922)
- 2001 - Imogene Coca, attrice statunitense (n. 1908)
- 2001 - Miguel Ángel Longo, calciatore e allenatore di calcio argentino (n. 1939)
- 2002 - Niki Davis, cantante italiana (n. 1936)
- 2002 - Konrad Wirnhier, tiratore a volo tedesco (n. 1937)
- 2002 - Hugo van Lawick, regista e fotografo olandese (n. 1937)
- 2003 - Freddie Blassie, wrestler statunitense (n. 1918)
- 2003 - Bojčo Brănzov, cestista bulgaro (n. 1946)
- 2003 - Laura Breglia, numismatica italiana (n. 1912)
- 2003 - Dick Cusack, attore e regista statunitense (n. 1925)
- 2003 - Cirillo Floreanini, alpinista italiano (n. 1924)
- 2003 - Joel Hitt, cestista statunitense (n. 1916)
- 2003 - Franco Lievore, calciatore italiano (n. 1949)
- 2004 - Nicolaj Ghiaurov, basso bulgaro (n. 1929)
- 2004 - Tesfaye Gebre Kidan, generale e politico etiope (n. 1935)
- 2004 - Tini Wagner, nuotatrice olandese (n. 1917)
- 2005 - José António, allenatore di calcio e calciatore portoghese (n. 1957)
- 2005 - Letizia Colajanni, politica italiana (n. 1914)
- 2005 - Vicente Colino, calciatore spagnolo (n. 1924)
- 2005 - Albert Dunning, musicologo olandese (n. 1936)
- 2005 - Vittorio Duse, attore, regista e sceneggiatore italiano (n. 1916)
- 2005 - Samir Kassir, docente, giornalista e attivista libanese (n. 1960)
- 2005 - Erich Leibenguth, calciatore tedesco (n. 1917)
- 2005 - Melita Norwood, agente segreta britannica (n. 1912)
- 2005 - Andrea Pangrazio, arcivescovo cattolico italiano (n. 1909)
- 2006 - Filippo Càssola, storico e epigrafista italiano (n. 1925)
- 2006 - Ken Jones, velocista e rugbista a 15 britannico (n. 1921)
- 2006 - Kazuo Saitō, marciatore giapponese (n. 1942)
- 2007 - Huang Ju, politico cinese (n. 1938)
- 2008 - Bo Diddley, cantautore, chitarrista e compositore statunitense (n. 1928)
- 2008 - François Fejtő, giornalista e politologo ungherese (n. 1909)
- 2008 - Mel Ferrer, attore, regista e produttore cinematografico statunitense (n. 1917)
- 2008 - Hiroshi Inoue, entomologo giapponese (n. 1917)
- 2008 - Nodar Jorjik'ia, cestista sovietico (n. 1921)
- 2008 - Ken Naganuma, calciatore giapponese (n. 1930)
- 2009 - Mirella Bandini, storica e critica d'arte italiana (n. 1928)
- 2009 - Alfredo Bisignani, politico, sindacalista e giornalista italiano (n. 1929)
- 2009 - Marc Christian, personaggio televisivo statunitense (n. 1953)
- 2009 - David Eddings, scrittore statunitense (n. 1931)
- 2009 - Tony Maggs, pilota automobilistico sudafricano (n. 1937)
- 2010 - Luigi Colturi, sciatore alpino italiano (n. 1967)
- 2010 - Dorothy DeBorba, attrice statunitense (n. 1925)
- 2010 - Paolo Fantazzini, giocatore di football americano italiano (n. 1959)
- 2010 - Raymond Franz, predicatore statunitense (n. 1922)
- 2010 - John Richardson, politico, insegnante e militare canadese (n. 1932)
- 2010 - Gabriele Sella, pistard italiano (n. 1963)
- 2010 - Giuseppe Taddei, baritono italiano (n. 1916)
- 2010 - Eleanor Taylor Bland, scrittrice statunitense (n. 1944)
- 2011 - Ray Bryant, pianista statunitense (n. 1931)
- 2011 - Ubaldo De Ponti, politico italiano (n. 1920)
- 2011 - Josephine Hart, scrittrice, produttrice teatrale e personaggio televisivo irlandese (n. 1942)
- 2011 - Jea-eun Kim, fumettista sudcoreana
- 2011 - Albertina Sisulu, attivista sudafricana (n. 1918)
- 2011 - Leonid Yurtaev, scacchista kirghiso (n. 1959)
- 2012 - Furio Cavallini, pittore italiano (n. 1929)
- 2012 - Richard Dawson, attore e conduttore televisivo britannico (n. 1932)
- 2012 - LeRoy Ellis, cestista statunitense (n. 1940)
- 2012 - Kathryn Joosten, attrice statunitense (n. 1939)
- 2012 - Marco Onorato, direttore della fotografia italiano (n. 1953)
- 2013 - Mario Bernardi, direttore d'orchestra e pianista canadese (n. 1930)
- 2013 - Kristiņa Grizelda, centenaria lettone (n. 1910)
- 2013 - Toğrul Nərimanbəyov, pittore azero (n. 1930)
- 2013 - Keith L. Wilson, clarinettista, docente e direttore d'orchestra statunitense (n. 1916)
- 2013 - Giuliano Zincone, giornalista e scrittore italiano (n. 1939)
- 2014 - Ivan Brzić, allenatore di calcio e calciatore jugoslavo (n. 1941)
- 2014 - Nikolaj Chrenkov, bobbista russo (n. 1984)
- 2014 - Anatol Grinţescu, pallanuotista e allenatore di pallanuoto rumeno (n. 1939)
- 2014 - Gennadij Gusarov, calciatore sovietico (n. 1937)
- 2014 - James Keegstra, insegnante e politico canadese (n. 1934)
- 2014 - Duraisamy Simon Lourdusamy, cardinale e arcivescovo cattolico indiano (n. 1924)
- 2014 - Alexander Shulgin, chimico, biochimico e farmacologo statunitense (n. 1925)
- 2014 - Ilaria Toesca, storica dell'arte e funzionaria italiana (n. 1928)
- 2015 - Claudio Angelini, giornalista e scrittore italiano (n. 1943)
- 2015 - Alberto De Martino, regista e sceneggiatore italiano (n. 1929)
- 2015 - Giovan Battista Fabbri, calciatore e allenatore di calcio italiano (n. 1926)
- 2015 - Irwin Rose, biologo statunitense (n. 1926)
- 2015 - Günther Schneider-Siemssen, scenografo tedesco (n. 1926)
- 2015 - Silvio Spaccesi, attore e doppiatore italiano (n. 1926)
- 2015 - Ralph Ungermann, imprenditore e ingegnere statunitense (n. 1942)
- 2015 - Con'o Vasilev, calciatore bulgaro (n. 1952)
- 2016 - Klaus Biemann, chimico austriaco (n. 1926)
- 2016 - Procopio Di Maggio, mafioso italiano (n. 1916)
- 2016 - Thomas Kibble, fisico britannico (n. 1932)
- 2016 - Pál Koczka, cestista ungherese (n. 1939)
- 2016 - Evgenij Lemeško, allenatore di calcio e calciatore sovietico (n. 1930)
- 2016 - Renato Valentini, sciatore alpino italiano (n. 1946)
- 2017 - Mihai Albu, cestista e allenatore di pallacanestro rumeno (n. 1938)
- 2017 - Gordy Christian, hockeista su ghiaccio statunitense (n. 1927)
- 2017 - Paolo De Crescenzo, pallanuotista e allenatore di pallanuoto italiano (n. 1950)
- 2017 - Peter Sallis, attore e doppiatore britannico (n. 1921)
- 2017 - Ralf Schermuly, attore e doppiatore tedesco (n. 1942)
- 2017 - Jeffrey Tate, direttore d'orchestra e medico britannico (n. 1943)
- 2017 - Carlo Turcato, schermidore italiano (n. 1921)
- 2017 - Sergej Vicharev, coreografo e ballerino russo (n. 1962)
- 2017 - Ralph Wetton, calciatore inglese (n. 1927)
- 2017 - Aamir Zaki, chitarrista pakistano (n. 1968)
- 2018 - Paul Delos Boyer, biochimico statunitense (n. 1918)
- 2018 - Giampiero Convalle, calciatore italiano (n. 1937)
- 2018 - Irenäus Eibl-Eibesfeldt, etologo austriaco (n. 1928)
- 2018 - Romano Forin, calciatore italiano (n. 1936)
- 2018 - Wanda Lattes, giornalista e scrittrice italiana (n. 1922)
- 2018 - Vincenzo Laveneziana, calciatore italiano (n. 1958)
- 2018 - Carlos Peruena, calciatore uruguaiano (n. 1955)
- 2018 - Emil Wolf, fisico ceco (n. 1922)
- 2019 - Luigi Biscardi, politico italiano (n. 1928)
- 2019 - Luís Alberto da Silva Lemos, allenatore di calcio e calciatore brasiliano (n. 1952)
- 2019 - Flora Diegues, attrice, sceneggiatrice e regista brasiliana (n. 1986)
- 2019 - Donald M. Fraser, politico statunitense (n. 1924)
- 2019 - Barry Hughes, allenatore di calcio e calciatore gallese (n. 1937)
- 2019 - Walter Lübcke, politico tedesco (n. 1953)
- 2019 - Ken Matthews, marciatore britannico (n. 1934)
- 2019 - Alan Rollinson, pilota automobilistico britannico (n. 1943)
- 2020 - John Cuneo, velista australiano (n. 1928)
- 2020 - Paolo Fabbri, semiologo italiano (n. 1939)
- 2020 - Roberto Gervaso, giornalista e scrittore italiano (n. 1937)
- 2020 - Mary Pat Gleason, attrice e sceneggiatrice statunitense (n. 1950)
- 2020 - Chris Trousdale, cantante e attore statunitense (n. 1985)
- 2020 - Carlo Ubbiali, pilota motociclistico italiano (n. 1929)
- 2020 - Wes Unseld, cestista, allenatore di pallacanestro e dirigente sportivo statunitense (n. 1946)
- 2020 - Imre Vizi, matematico e cestista rumeno (n. 1936)
- 2021 - Gerardo D'Andrea, regista italiano (n. 1937)
- 2021 - Odero Gon, calciatore italiano (n. 1933)
- 2021 - Stanislav Lunin, calciatore kazako (n. 1993)
- 2021 - Eric Mobley, cestista statunitense (n. 1970)
- 2021 - Ottorino Sartor, calciatore peruviano (n. 1945)
- 2021 - Bill Scanlon, tennista statunitense (n. 1956)
- 2022 - Claudio De Cuia, poeta e artista italiano (n. 1922)
- 2022 - Marta Lafuente, politica e psicologa paraguaiana (n. 1963)
- 2022 - Uri Zohar, regista, attore e rabbino israeliano (n. 1935)
- 2023 - Willie Marshall, hockeista su ghiaccio canadese (n. 1931)
- 2023 - Achille Ottaviani, giornalista e politico italiano (n. 1950)
- 2023 - Kaija Saariaho, compositrice finlandese (n. 1952)
- 2024 - Larry Allen, giocatore di football americano statunitense (n. 1971)
- 2024 - Carl Cain, cestista statunitense (n. 1934)
- 2024 - Jeannette Charles, attrice britannica (n. 1927)
- 2024 - Emma Lou Diemer, compositrice statunitense (n. 1927)
- 2024 - Duane Klueh, cestista e allenatore di pallacanestro statunitense (n. 1926)
- 2024 - Janis Paige, attrice statunitense (n. 1922)
- 2024 - Luigi Saraceni, magistrato, avvocato e politico italiano (n. 1937)
- 2025 - Guglielmo Bellasi, pilota automobilistico e imprenditore svizzero (n. 1935)
- 2025 - Gustáv Mráz, calciatore cecoslovacco (n. 1934)
- 2025 - Pierre Nora, storico francese (n. 1931)
- 2025 - Giuseppe Parlato, storico italiano (n. 1952)